# Stephen Calder
Stephen „Steve“ Calder (* 1. Dezember 1957 in Detroit, Vereinigte Staaten) ist ein ehemaliger kanadischer Segler.

## Erfolge
Stephen Calder nahm in der Bootsklasse Soling an den Olympischen Spielen 1984 in Los Angeles teil. Gemeinsam mit John Kerr war er Crewmitglied von Skipper Hans Fogh und gewann mit diesen die Bronzemedaille, als sie dank 49,7 Punkten hinter dem US-amerikanischen und dem brasilianischen Boot Dritte wurden. Im selben Jahr wurde er im Soling mit Valdemar Bandolowski und Theis Palm zudem Weltmeister. Bei den Panamerikanischen Spielen 1987 in Indianapolis gewann Calder im Soling die Silbermedaille.
Mit Fogh und Kerr wurde Calder 1981, 1983 und 1984 im Soling kanadischer Meister. Darüber hinaus wurden sie gemeinsam auch 1983 Europameister und 1984 nordamerikanischer Meister.